# Mad Love (Fernsehserie)
Mad Love ist eine US-amerikanische Sitcom von Matt und James Tarses. Sie handelt von vier Freunden in New York, die alle nach der großen Liebe suchen. Ihre Erstausstrahlung erfolgte am 14. Februar 2011 auf dem US-Sender CBS. Die Serie wird seit dem 9. Juni als deutschsprachige Erstausstrahlung auf dem österreichischen Sender ORF eins und seit dem 18. Juni 2012 auch in Deutschland bei sixx gezeigt.

## Handlung
Die Serie handelt von den vier jungen New Yorkern Kate Swanson, Ben Parr, Connie Grabowski und Larry Munsch, die alle Ende 20 sind. Als Kate und Ben sich kennenlernten, war es für beide Liebe auf den ersten Blick. Larry, Bens bester Freund und Connie, Kates beste Freundin, haben nur Verachtung füreinander übrig. Im Gegensatz zu Kate und Ben glauben sie auch nicht an die große, die ewige Liebe.

## Figuren
Ben Parr
Ben ist ein hoffnungsloser Romantiker, der als Anwalt arbeitet. Er möchte eine Beziehung mit Kate aufbauen, weil er davon überzeugt ist, dass sie die Frau seiner Träume ist.
Kate Swanson
Kate wohnt mit Connie zusammen und möchte ebenfalls eine Beziehung mit Ben.
Larry Munsch
Larry ist Bens bester Freund und sein Kollege. Er ist meistens das fünfte Rad am Wagen. Mit Connie versteht er sich anfangs nicht gut.
Connie Grabowsky
Connie ist Kates Mitbewohnerin und arbeitet als Nanny. Trotz vieler Gemeinsamkeiten kann sie Larry am Anfang nicht ausstehen, scheint sich aber gegen Ende der Serie in ihn zu verlieben.

## Produktion
Im Januar 2010 gab CBS grünes Licht für die Produktion einer Pilotfolge, damals noch unter dem Titel True Love, und eröffnete das Casting dazu. Die Pilotfolge wurde von Pamela Fryman entwickelt. Im Mai 2010 bestellte CBS dann die ersten dreizehn Episoden und benannte die Serie später in Mad Love um. Im Mai 2011 erfolgte schließlich die Einstellung der Serie nach der ersten Staffel.

## Besetzung und Synchronisation
Die deutsche Synchronisation entstand bei der Synchronfirma Scalamedia GmbH in Berlin.

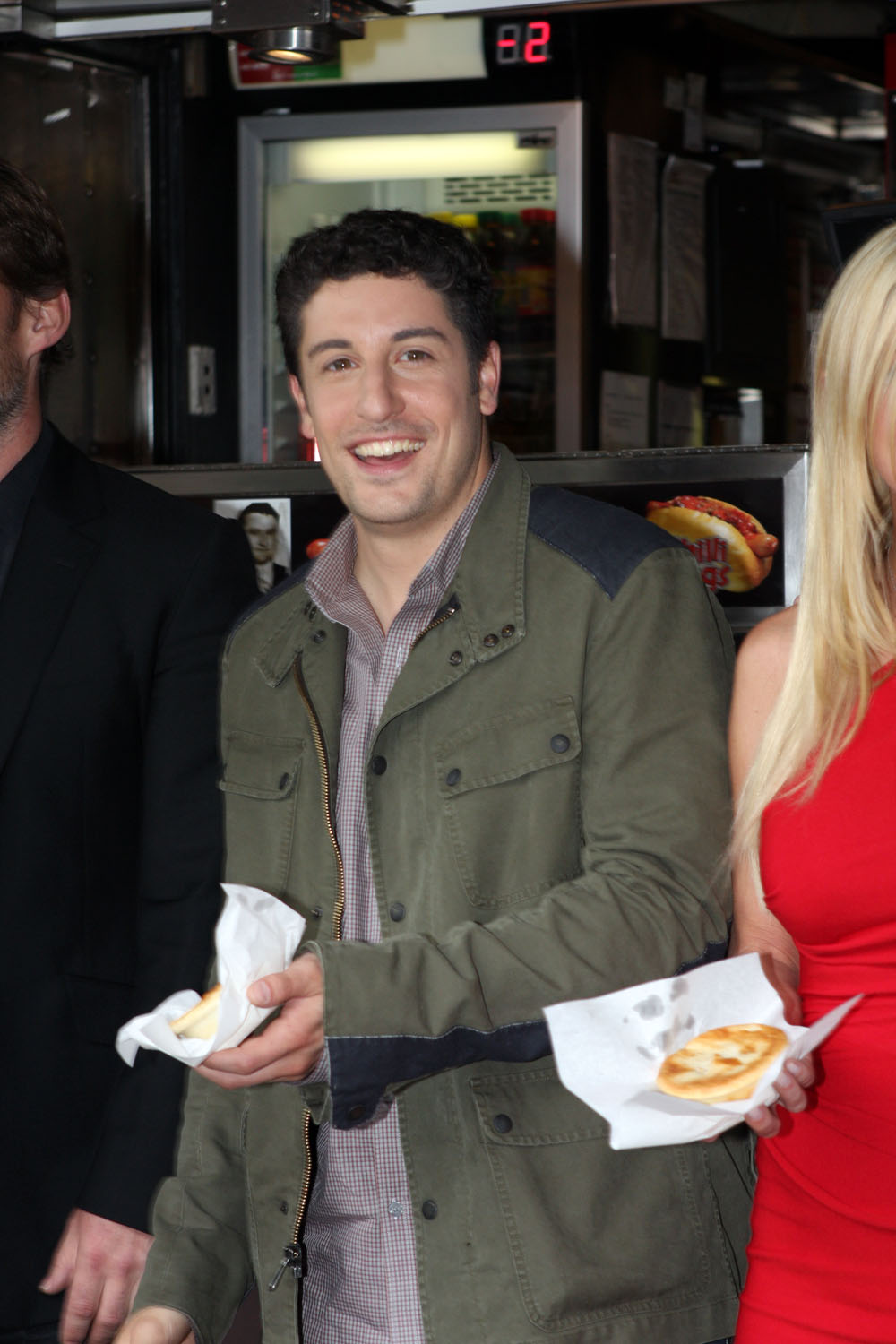
Jason Biggs spielte Ben Parr
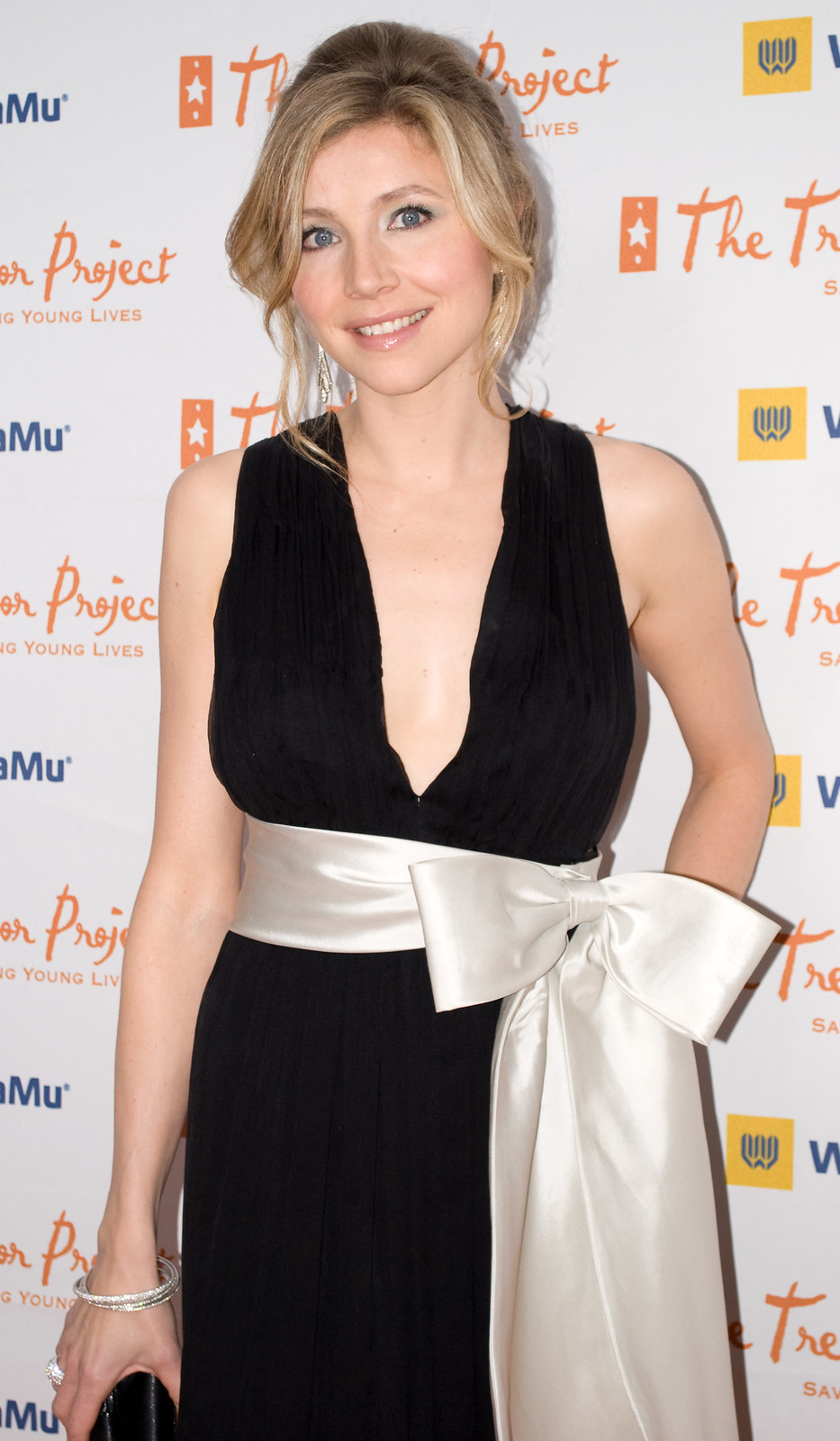
Sarah Chalke spielte Kate Swanson
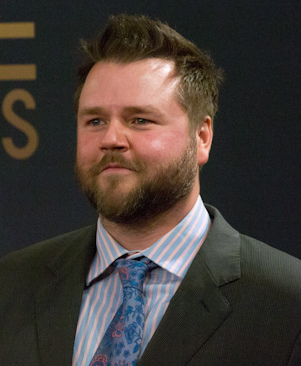
Tyler Labine spielte Larry Munsch
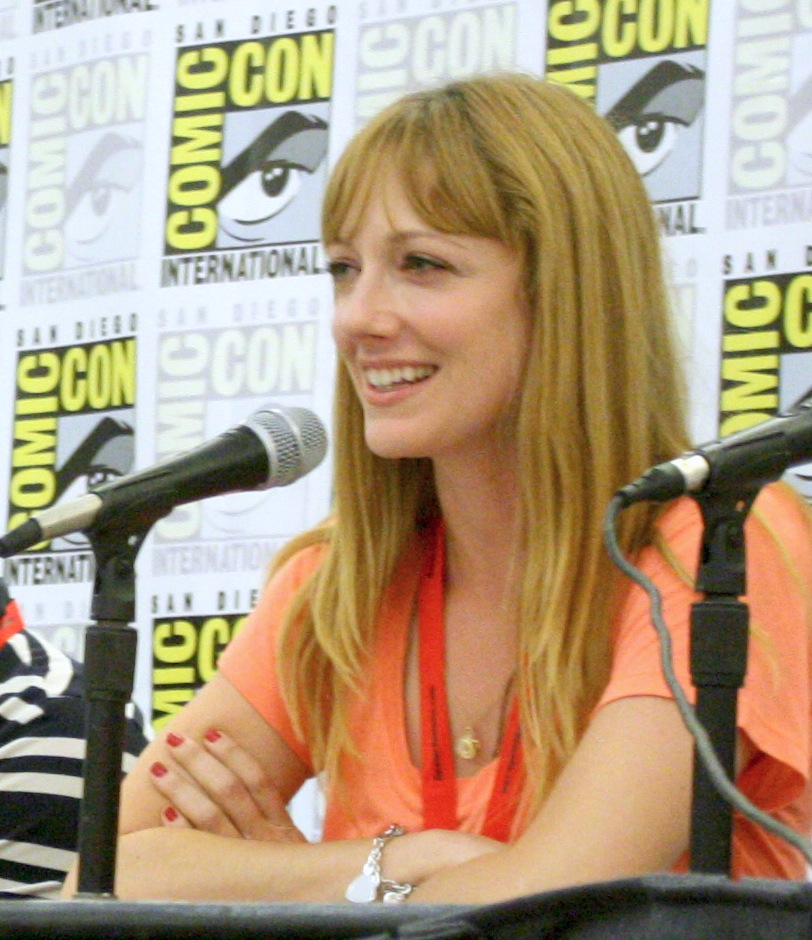
Judy Greer spielte Connie Grabowski

| Rolle            | Schauspieler  | Hauptrolle (Episoden) | Nebenrolle (Episoden) | Synchronsprecher  |
| ---------------- | ------------- | --------------------- | --------------------- | ----------------- |
| Ben Parr         | Jason Biggs   | 1–13                  |                       | Kim Hasper        |
| Kate Swanson     | Sarah Chalke  | 1–13                  |                       | Ranja Bonalana    |
| Larry Munsch     | Tyler Labine  | 1–13                  |                       | Olaf Reichmann    |
| Connie Grabowski | Judy Greer    | 1–13                  |                       | Bianca Krahl      |
| Tiffany          | Sarah Wright  | 1–13                  |                       | Melanie Hinze     |
| Erin Sinclaire   | Rachel Boston |                       | 1, 6, 8               | Cathlen Gawlich   |
| Julia Swanson    | Brittany Snow |                       | 4                     | Kaya Marie Möller |

## Episodenliste
| Nummer | Originaltitel              | Deutscher Titel                    | Erstausstrahlung (CBS) | Erstausstrahlung (ORF eins) | US-Quoten |
| 01     | Fireworks                  | Feuerwerk                          | 14. Februar 2011       | 9. Juni 2012                | 8,74 Mio. |
| 02     | Friends an Other Obstacles | Date mit Hindernissen              | 21. Februar 2011       | 16. Juni 2012               | 7,99 Mio. |
| 03     | The Kate Gatsby            | Das Feierbiest                     | 28. Februar 2011       | 23. Juni 2012               | 7,90 Mio. |
| 04     | Little Sister, Big City    | Kleine Schwester, große Stadt      | 7. März 2011           | 30. Juni 2012               | 7,27 Mio. |
| 05     | To Munsch or Not to Munsch | Wie man richtig Schluss macht      | 14. März 2011          | 25. Juni 2012               | 6,45 Mio. |
| 06     | The Spy Who Loved Me       | Der Spion, der mich liebte         | 21. März 2011          | 2. Juli 2012                | 6,53 Mio. |
| 07     | Baby, You Can Drive My Car | Liebe sich wer kann                | 28. März 2011          | 2. Juli 2012                | 5,54 Mio. |
| 08     | Paw and Order              | Irgendjemand eifersüchtig?         | 11. April 2011         | 9. Juli 2012                | 5,48 Mio. |
| 09     | Pub Quiz                   | Pub Quiz                           | 18. April 2011         | 9. Juli 2012                | 5,62 Mio. |
| 10     | The Young and The Reckless | Jung und rücksichtslos             | 25. April 2011         | 16. Juli 2012               | 5,53 Mio. |
| 11     | The Secret Life of Larry   | Das geheime Leben des Larry Munsch | 2. Mai 2011            | 16. Juli 2012               | 5,71 Mio. |
| 12     | Friends                    | Freunde                            | 9. Mai 2011            | 23. Juli 2012               | 5,11 Mio. |
| 13     | After The Fireworks        | Timing ist alles                   | 16. Mai 2011           | 23. Juli 2012               | 5,73 Mio. |

## Rezeption
Carolin Neumann von Serienjunkies.de schrieb: „CBS paart ausgerechnet seine Vorzeige-New-York-Sitcom „How I Met Your Mother“ mit diesem uninspirierten Neuling, in dem es – was auch sonst – um das Liebesleben von vier New Yorkern geht. Schwerer könnte man es „Mad Love“ kaum machen, denn obwohl „HIMYM“ längst nicht mehr so großartig ist wie zu Beginn, wird dem Zuschauer im direkten Vergleich schmerzlich bewusst, was der neuen Serie alles fehlt.“ Des Weiteren schreibt sie, dass „einmal lachen in einer über 20-minütigen Comedy-Episode […] einfach zu wenig [sei].“ Sie behauptet, dass es „zu blöd [sei], dass es den Hauptdarstellern völlig an Chemie mangelt“. Zur Handlung sagt sie, dass sich „die Darsteller […] wirklich sehr [bemühen], doch die ganze Ausgangssituation der Serie [wäre] derart gekünstelt, dass auch ihr erprobtes Comedy-Timing nicht helfen kann. Zumal sie alle nur aufgewärmte 08/15-Sätze von sich geben dürfen, die klingen, als hätte CBS die Drehbücher akribisch von zwei Dutzend Marktforschern aus den 90er Jahren lesen lassen, bis auch die letzten Ecken und Kanten ausradiert waren.“